# 금성초등학교 (충북)
금성초등학교는 대한민국 충청북도 제천시 금성면 구룡리에 있는 공립 초등학교이다.

## 학교 연혁
- 1930년 5월 1일 금성공립보통학교(4년제) 개교설립인가 3월 31일
- 1937년 4월 1일 6년제 승격
- 1938년 4월 1일 금성공립심상소학교로 개칭
- 1941년 4월 1일 금성공립국민학교로 개칭
- 1981년 5월 1일 병설유치원 개원
- 1992년 3월 1일 중전분교장 통폐합
- 1995년 3월 1일 양화국민학교 통폐합
- 1996년 3월 1일 장선분교장 통폐합
- 1996년 3월 1일 금성초등학교 교명 변경
- 2017년 7월 5일 다목적교실(해찬나래) 준공식
- 2019년 3월 1일 제35대 최종원 교장 부임
- 2021년 2월 9일 제89회 졸업식(7명)
- 2021년 3월 1일 초등학교 7학급(특수학급1), 유치원 1학급 편성

## 참고 자료
- 금성초등학교 - 한국교육학술정보원 학교알리미